# Novi Sad Wild Dogs 2022
Questa voce raccoglie le informazioni riguardanti i Novi Sad Wild Dogs nelle competizioni ufficiali della stagione 2022.

## Prva Liga 2022

### Stagione regolare
| 27 marzo 2022, ore 16:00 1ª giornata | Belgrade Blue Dragons | 15 – 0 referto | Novi Sad Wild Dogs |  |

| 2 aprile 2022, ore 16:00 2ª giornata | Kikinda Mammoths | 6 – 2 referto | Novi Sad Wild Dogs |  |

| 17 aprile 2022, ore 15:00 3ª giornata | Novi Sad Wild Dogs | 20 – 0 referto | Jagodina Black Hornets |  |

| 8 maggio 2022, ore 15:00 5ª giornata | Novi Sad Wild Dogs | 13 – 40 referto | Beograd Vukovi |  |

| 22 maggio 2022, ore 17:00 Recupero 4ª giornata | Požarevac Pastuvi | 0 – 39 | Novi Sad Wild Dogs |  |

| 4 giugno 2022 7ª giornata | Novi Sad Wild Dogs | 0 – 35 | Kragujevac Wild Boars |  |

## Playoff
| 11 giugno 2022, ore 16:00 Wild Card | Kikinda Mammoths | 6 – 33 | Novi Sad Wild Dogs |  |

| 26 giugno 2022, ore 17:30 Semifinale | Beograd Vukovi | 45 – 12 referto | Novi Sad Wild Dogs |  |

## Statistiche di squadra
| Competizione      | %Vittorie | In casa | In casa | In casa | In casa | In casa | In casa | In trasferta | In trasferta | In trasferta | In trasferta | In trasferta | In trasferta | Totale | Totale | Totale | Totale | Totale | Totale |
| Competizione      | %Vittorie | G       | V       | N       | P       | Pf      | Ps      | G            | V            | N            | P            | Pf           | Ps           | G      | V      | N      | P      | Pf     | Ps     |
| ----------------- | --------- | ------- | ------- | ------- | ------- | ------- | ------- | ------------ | ------------ | ------------ | ------------ | ------------ | ------------ | ------ | ------ | ------ | ------ | ------ | ------ |
| Stagione regolare | .333      | 3       | 1       | 0       | 2       | 33      | 75      | 3            | 1            | 0            | 2            | 41           | 21           | 6      | 2      | 0      | 4      | 74     | 96     |
| Playoff           | .500      | 0       | 0       | 0       | 0       | 0       | 0       | 2            | 1            | 0            | 1            | 45           | 51           | 2      | 1      | 0      | 1      | 45     | 51     |
| Totale            | .375      | 3       | 1       | 0       | 2       | 33      | 75      | 5            | 2            | 0            | 3            | 86           | 72           | 8      | 3      | 0      | 5      | 119    | 147    |